# شعار إسواتيني
أعتمد شعار إسواتيني رسميا في سنة 1968م.